# Bolivianische Schwertpflanze
Die Bolivianische Schwertpflanze (Echinodorus bolivianus) ist eine Sumpfpflanze aus der Familie der Froschlöffelgewächse (Alismataceae). Das natürliche Verbreitungsgebiet dieser Pflanzenart ist Südamerika. 

## Beschreibung
Es handelt sich um eine kleine, Ausläufer bildende, mehrjährige, krautige Pflanze. Die linealischen Blätter wachsen aus einer Rosette hervor. Die Blattoberseite ist hellgrün. 

## Aquaristik
Wie die meisten anderen Arten der Gattung der Schwertpflanzen zählt auch die Bolivianische Schwertpflanze zu den beliebten Aquarienpflanzen. Im Aquarium gedeiht diese Art am besten bei Temperaturen zwischen 22 und 28 Grad Celsius. Sie eignet sich als Vorderpflanze und kann auch in kleinen Aquarien verwendet werden.